# Southern African Large Telescope
El Southern African Large Telescope (SALT) és un telescopi òptic amb un mirall segmentat d'11 metres, a l'altiplà del Gran Karoo, a prop de la ciutat de Sutherland, a Sud-àfrica. El telescopi forma part de l'Observatori Astronòmic Sud-africà.
SALT és el major telescopi de l'hemisferi sud i iguala al major del món. Permetrà als astrònoms fotografiar i examinar objectes que fins ara no havien pogut assolir.
Junt amb Sud-àfrica han participat en la construcció del telescopi Alemanya, Polònia, Nova Zelanda i Regne Unit. La construcció va començar el 2000 i acabarà el novembre de 2005, el pressupost estimat del projecte va ser de 30 milions de dòlars.
El mirall primari està compost per 91 segments hexagonals que conformen un mirall esfèric d'11 metres. El disseny està basat en el telescopi Hobby-Eberly a l'Observatori McDonald, Texas, però és diferent en certs aspectes per adequar-se als requeriments específics del SALT i poder utilitzar els últims avenços tecnològics.
L'1 de setembre de 2005 el telescopi SALT va veure la seva primera llum, les primeres fotografies han estat de: NGC 6.744, NGC 6.530, M8 (Nebulosa de la Llacuna) i 47 Tucanae. Es va inaugurar oficialment el 10 de novembre de 2005.